# Aloe lastii
Aloe lastii é uma espécie de liliopsida do gênero Aloe, pertencente à família Asphodelaceae.